# Borowiecko-Kolonia
Borowiecko-Kolonia [pronunciación en polaco: /bɔrɔˈvjɛt͡skɔ kɔˈlɔɲa/] es un pueblo ubicado en el distrito administrativo de Gmina Gomunice, dentro del Distrito de Radomsko, Voivodato de Łódź, en Polonia central. Se encuentra aproximadamente a 4 kilómetros al sur de Gomunice, a 9 kilómetros al norte de Radomsko, y a 72 kilómetros al sur de la capital regional Łódź.